# Daniel Kufel

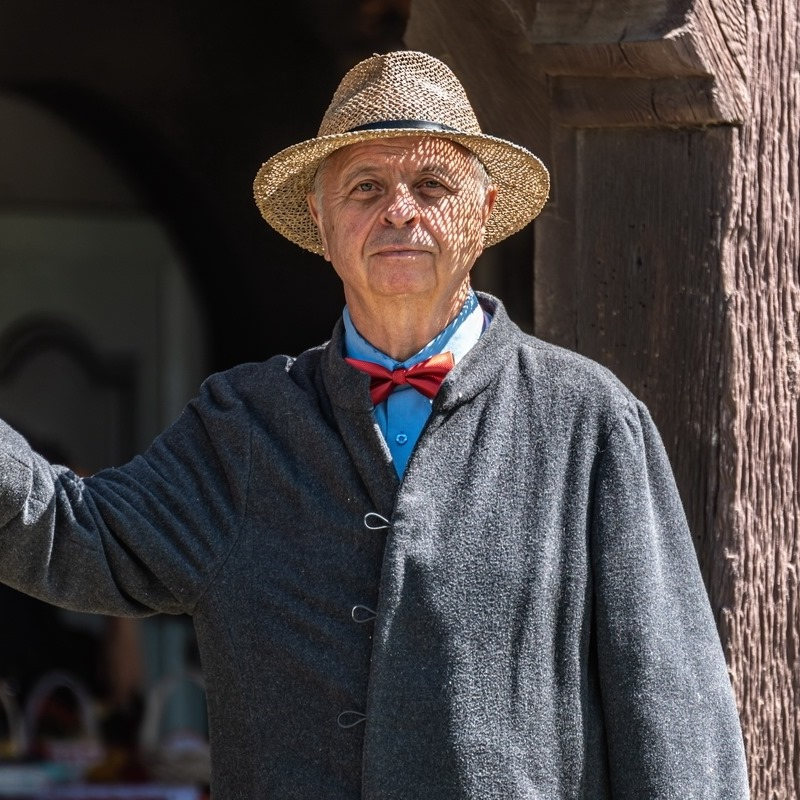
Daniel Kufel przed swoim domem podcieniowym z 1720 r. Fot. Piotr Lemański

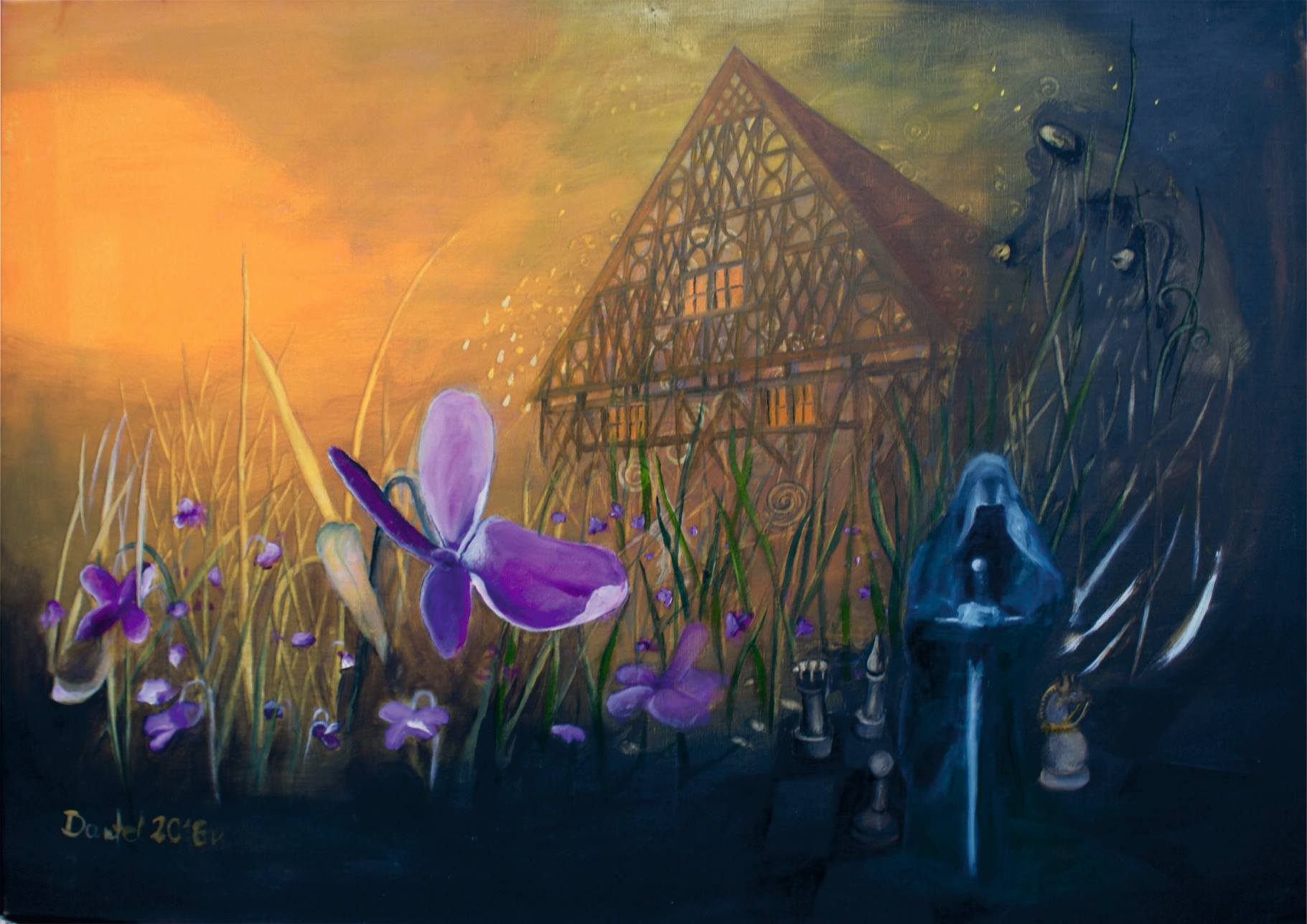
Obraz, olej, tempera, Kiedy nadejdzie noc, 2017, Daniel Kufel

Daniel Kufel (ur. 26 września 1952 w Gdańsku) – polski malarz, rysownik, grafik, konserwator sztuki.

## Życiorys
Ukończył w 1978 Wydział Malarstwa Państwowej Wyższej Szkoły Sztuk Plastycznych w Gdańsku (obecnie ASP) w pracowni prof. Kazimierza Śramkiewicza. Studiował także u prof. Hanny Żuławskiej (ceramikę) i prof. Czesława Tumielewicza (grafikę). Członek Gdańskiego Towarzystwa Przyjaciół Sztuki i Związku Polskich Artystów Plastyków, współzałożyciel i działacz Stowarzyszenia „Żuławy Gdańskie”. Jako malarz prezentował swe prace na wielu wystawach indywidualnych w kraju i za granicą, brał też udział w wielu wystawach zbiorowych. Oprócz malarstwa zajmuje się również grafiką komputerową. Gdańszczanin z urodzenia, od wielu lat mieszka na Żuławach Gdańskich, których nostalgiczny krajobraz i nastrój wyraźnie dostrzec można w jego oryginalnych, fantastyczno-baśniowych dziełach.
Zaangażowany w promocję Żuław i architektury drewnianej współpracował m.in. z prof. Andrzejem Januszajtisem, prof. Jerzym Sampem, prof. Bogną Lipińską, prof. Przemysławem Szafranem (2007) oraz Mariuszem Wiśniewskim.
Od 1982 jest właścicielem żuławskiego domu podcieniowego we wsi Trutnowy, gmina Cedry Wielkie, zbudowanego w 1720, gdzie po wykonaniu remontu zorganizował autorską galerię sztuki. Jest aktywnym propagatorem związku miasta Gdańska z Żuławami. Zainicjował, zaprojektował i wydał kilka wydawnictw popularyzujących Żuławy Gdańskie („Mennonici na Żuławach Gdańskich”, „Szlak domów podcieniowych”, „Kościoły na Żuławach Gdańskich” i inne). W 2008 wydał album fotograﬁczny pt. „Żuławy Gdańskie”.

## Nagrody i wyróżnienia
- Nagroda Prezydenta Miasta Gdańska w Dziedzinie Kultury z okazji jubileuszu 30-lecia pracy artystycznej (2008)[3]
- Nagroda Artystyczna Gdańskiego Towarzystwa Przyjaciół Sztuki za album fotograﬁczny „Żuławy Gdańskie” (2008)
- I Nagroda w konkursie Pomorska Graﬁka Roku 2008 (2009)
- Stypendium Marszałka Województwa Pomorskiego dla twórców kultury (2012, 2016, 2020)
- Nagroda Prezydenta Miasta Gdańska w Dziedzinie Kultury za upowszechnianie edukacji kulturalnej i amatorskiej twórczości oraz z okazji jubileuszu 35-lecia pracy artystycznej (2013)[3]

Źródło:.